# Masaki Yokotani
Masaki Yokotani, född 10 maj 1952 i Kyoto prefektur, Japan, är en japansk tidigare fotbollsspelare.